# النسبة (لغة)
النَّسَب زيادة الياء المشددة إلى آخر الاسم وكسر آخره لإيقاع نسبة بين المنسوب إليه والمنسوب. وتسمى الياء ياء النسب والاسم قبل الزيادة منسوباً إليه وبعد الزيادة منسوباً.

## التغيير
النسب يبنى على ثلاثة تغييرات: لفظي، ومعنوي، وحكمي.
فالأول: زيادة ياء مشددة في آخر الاسم مكسور ما قبلها، لتدل على نسبته، إلى المجرد منها، منقولا إعرابه إليها، كمصري وشامي وعراقي. والثاني: صيرورته اسما للمنسوب. والثالث: معاملته معاملة الصفة المشبهة في رفعه الظاهر والمضمر باطراد، كقولك: زيد قرشي أبوه، وأمه مصرية.

## أحكام النسب

### القاعدة
في الأسماء، ذات الصياغة البسيطة، غير المنتهية بحروف تُوجِب أحكامًا كالمقصور والمنقوص، تُنسب بإضافة ياء النسبة، مثل: عدنانِيّ، دمشقِيّ، مصرِيّ، تونسِيّ.

### المختوم بتاء التأنيث
تحذف تاؤه حين النسب مثل: فاطمة، مكة، شيعة، طلحة تصبح بعد النسب فاطمي، مكي، شيعي، طلحي.

### المقصور
إن كانت ألفه ثالثة مثل فتى وعصا قلبت واوا فنقول فتوي وعصوي.
وإن كانت رابعة فصاعدا حذفت، فمثل: بردى وبشرى ودوما ومصطفى وبخارى ومستشفى تصبح بعد النسب بردي وبشري، ودومي، ومصطفي، وبخاري، ومستشفي.
أجازوا في الرباعي الساكن الثاني مثل بشرى وطنطا قلب ألفها المقصورة واوا فيقال بشروي وطنطوي، وزيادة ألف قبل الواو فيقال بشراوي وطنطاوي؛ إلا أن الحذف فيما كانت ألفه للتأنيث كبشرى أحسن، وقلب الألف واوا فيما عداها مثل مسعى أحسن.

### المنقوص
يعامل معاملة المقصور فتقلب ياؤه الثالثة واوا مثل القلب العمي تصبح في النسب القلب العموي، وتحذف ألفه الرابعة فصاعدا مثل القاضي الرامي، والمعتدي، والمستقصي فتصبح بعد النسب القاضي الرامي، والمعتدي، والمستقصي.
ويجوز في ذي الياء الرابعة إذا كان ساكن الثاني قبلها واوا أيضا فنقول: القاضوي الراموي، ونقول في تربية: تربي وتربوي، وفي مقضي (اسم المفعول) مقضي ومقضوي.

### الممدود
إن كانت ألفه للتأنيث قلبت واوا وجوبا، فنقول في النسبة إلى صحراء وحمراء صحراوي وحمراوي.
وإن لم تكن للتأنيث بقيت على حالها دون تغيير، فننسب إلى المنتهي بألف أصلية مثل وضاء وقراء (بمعنى نظيف وناسك) بقولنا: قرائي ووضائي، وإلى المنتهي بهمزة منقلبة عن وأو مثل كساء أو ياء مثل بناء بقولنا: كسائي وبنائي، وإلى المنتهي بهمزة مزيدة للإلحاق مثل علباء وحرباء بقولنا علبائي وحربائي.
وأجازوا قلبها واوا في المنقلبة عن أصل وفي المزيدة للإلحاق فقالوا كسائي وكساوي، وبنائي وبناوي، وعلبائي وحربائي وعلباوي وحرباوي. وعدم القلب أحسن.

### المختوم بياء مشددة
إذا كانت الياء المشددة بعد حرف واحد مثل حي وطي رددت الياء الأولى إلى أصلها الواو أو الياء وقلبت الثانية واوا فقلت حيوي وطووي.
وإن كانت بعد حرفين مثل علي وقصي حذفت الياء الأولى وفتحت ما قبلها وقلبت الياء الثانية واوا فقلت علوي وقصوي.
وإن كانت بعد ثلاثة أحرف فصاعدا حذفتها فقلت في النسبة إلى (كرسي وبختي والشافعي): كرسي وبختي والشافعي. فيصبح لفظ المنسوب ولفظ المنسوب إليه واحدا وإن اختلف التقدير.

### فُعَيلة أو فعيلة أو فعولة في الأعلام
مثل جهينة وربيعة وشنوءة تحذف ياؤهن عند النسب ويفتح ما قبلها فنقول: جَهَنِي ورَبَعِي وشَنَئِي، وصَحَفِي، ومَدَنِي بشرط:
1. في (فَعِيلَة) ألا يكون الاسم مضعفًا مثل شقيقة (شقيقي)، ولا مُعتلّ العين مثل طويلة (طويلي)، فإن هذين يتبعان القاعدة العامة.
2. في (فُعَيْلة)، ألا يكون الاسم مضعفًا مثل شقيقة (أُميمة)، فإن هذا يتبع القاعدة العامة.[3]

- وهنا يُوجد خطأ شائع، وهو نسبة طبيعة كـ(طبيعي)، والصحيح حسب القاعدة، نسبتها إلى (طَبَعِي).

| الكلمة | نسبتها | وزنها | العلَّة                                                                           |
| ------ | ------ | ----- | ------------------------------------------------------------------------------- |
| حَنِيفَة  | حَنَفِيّ   | فَعِيلَة | يتبع القاعدة، ليس مُضعَّف (عينه ولامه من نفس الحرف)، ولا مُعتلَّ العين (عينه حرف علة) |
| مَدِينَة  | مَدَنِيّ   | فَعِيلَة | يتبع القاعدة، ليس مُضعَّف (عينه ولامه من نفس الحرف)، ولا مُعتلَّ العين (عينه حرف علة) |
| صَحِيفة  | صَحَفِيّ   | فَعِيلَة | يتبع القاعدة، ليس مُضعَّف (عينه ولامه من نفس الحرف)، ولا مُعتلَّ العين (عينه حرف علة) |
| جَزِيرة  | جَزَرِيّ   | فَعِيلَة | يتبع القاعدة، ليس مُضعَّف (عينه ولامه من نفس الحرف)، ولا مُعتلَّ العين (عينه حرف علة) |
| طَوِيلة  | طَوِيلِيّ  | فَعِيلَة | مُعتل العين                                                                      |
| قَوِيمة  | قَوِيمِيّ  | فَعِيلَة | مُعتل العين                                                                      |
| قَلِيلة  | قَلِيلِيّ  | فَعِيلَة | مُضعَّف                                                                            |
| جَلِيلة  | جليلِيّ  | فَعِيلَة | مُضعَّف                                                                            |
| جُهَيْنَة  | جُهَنِيّ   | فُعَيْلَة | يتبع القاعدة، ليس مُضعَّف (عينه ولامه من نفس الحرف)                                |
| عُمَيْرَة  | عُمَرِيّ   | فُعَيْلَة | يتبع القاعدة، ليس مُضعَّف (عينه ولامه من نفس الحرف)                                |
| بُرَيْدَة  | بُرَدِيّ   | فُعَيْلَة | يتبع القاعدة، ليس مُضعَّف (عينه ولامه من نفس الحرف)                                |
| مُزَيْنَة  | مُزَنِيّ   | فُعَيْلَة | يتبع القاعدة، ليس مُضعَّف (عينه ولامه من نفس الحرف)                                |
| أُمَيْمَة  | أُمَيْمِيّ  | فُعَيْلَة | مُضعَّف                                                                            |
| هُرَيْرَة  | هُرَيْرِيّ  | فُعَيْلَة | مُضعَّف                                                                            |
| جُنَيْنَة  | جُنَيْنِيّ  | فُعَيْلَة | مُضعَّف                                                                            |
| قُطَيْطَة  | قُطَيْطِيّ  | فُعَيْلَة | مُضعَّف                                                                            |

### ما توسطه ياء مشددة مكسورة
مثل طيب وغزيل وحمير، تحذف ياؤه الثانية عند النسب فنقول طيبي وغزيلي وحميري.

### الثلاثي المكسور العين
تفتح عينه تخفيفا عند النسب مثل: إبل، ودئل (اسم علم)، ونمر، وملك فنقول إبلي، ودؤلي، ونمري، وملكي.

### الثلاثي المحذوف اللام
مثل أب وابن وأخ وأخت وأمة ودم وسنة وشفة وعم وغد ولغة ومئة ويد، ترد غليه لامه عند النسب فنقول: أبوي وبنوي وأخوي، وأموي ودموي وسنوي وشجوي وشفهي (أو شفوي) وعموي وغدوي ولغوي، ومئوي ويدوي.

### الثلاثي المحذوف الفاء
الصحيح اللام منه مثل (عدة وزنة) ينسب إليه على لفظة فنقول عدي وزني، والمعتل اللام منه مثل شية (من وشى) ودية (من ودى). يرد إليه المحذوف فنقول في النسب إليهما: وشوي، ودوي.

### المثنى والجمع
إذا أريد النسب إلى المثنى والجمع رددتهما إلى المفرد فالنسب إلى اليدين والأخلاق والفرائض والآداب والمنخرين: يدوي وخلقي وفرضي وأدبي ومنخري.
فإن لم يكن للجمع واحد من لفظه مثل أبابيل، ومحاسن، أو كان من أسماء الجموع مثل قوم ومعشر، أو من أسماء الجنس الجمعي مثل عرب وترك وورق، أبقيتها على حالها في النسب فقلت: أبابيلي ومحاسني وقومي ومعشري وعربي وتركي.
وما ألحق بالمثنى والجمع السالم عاملته معاملته مثل بنين، واثنين، وثلاثين، فالنسبة إليها: بنوي وإثني (أو ثنوي) وثلاثي.
وأما الأعلام المنقولة عن المثنى أو الجمع فإن كانت منقولة عن جمع تكسير مثل أوزاع وأنمار نسبت إليها على لفظها فقلت: أوزاعي وأنماري. وما جرى مجرى العلم عومل معاملته فنقول ناسبا إلى الأنصار: أنصاري.
فإن كانت منقولة عن مثنى مثل الحسنين والحرمين أو جمع سالم مثل (عابدون) و(أذرعات) و(عرفات) رددته إلى مفرده إن كان يعرب إعراب المثنى أو الجمع فقلت: حسني، حرمي، عابدي، أذرعي وعرفي.
وإن أعربت بالحركات مثل زيدون وحمدون، وزيدان وحمدان وعابدين نسبت على لفظها فقلت: زيدوني وحمدوني وزيداني وحمداني وعابديني.
وإذا عدل بالعلم المجموع جمع مؤنث سالما إلى إعرابه إعراب ما لا ينصرف مثل (دعدات وتمرات ومؤمنات) حذفت التاء ونسبت إلى ما بقي كأنها أسماء مقصورة فقلت دعدي ودعدوي، وتمري ومؤمني.

### المركب
ينسب إلى صدره سواء أكان تركيبه تركيبا إسناديا مثل تأبط شرا وجاد الحق أم كان تركيبا مزجيا مثل بعلبك ومعد يكرب أم كان تركيبا إضافيا مثل تيم اللات وامرئ القيس ورأس بعلبك وملاعب الأسنة، فتقول: تأبطي، وجادي، وبعلي، ومعدوي، وتيمي، وامرئي، ورأسي، وملاعبي.
فإن صدر المركب الإضافي بأب أو أم أو ابن مثل أبي بكر وأم الخير، وابن عباس، نسبت إلى العجز فقلت: بكري، وخيري، وعباسي.
وكذلك إذا أوقعت النسبة إلى الصدر في التباس كأن تنسب إلى عبد المطلب وعبد مناف وعبد الدار وعبد الواحد، ومجدل عنجر، ومجدل شمس، فتقول: مطلبي ومنافي وداري وواحدي وعنجري وشمسي.

## شواذ النسب
شواذ النسب أو المنسوبات السماعية هي ما خرج عن القاعدة العامة في النسب. ومن أمثلتها:
ميها المنسوبات السماعية:
| - أَموي نسبة إلى أُمية - سُلَمي نسبة إِلى قبيلة سُلَيم - بَحراني نسبة إلى البحرين - سُهلي نسبة إلى السَّهل - بَدَوي نسبة إلى البادية - شآمٍ نسبة إلى الشام - براني نسبة إلى بَرِّ | - شعراني (غزير الشعر) نسبة إلى الشعر - بِصري نسبة إلى البَصرة - عَتَكي نسبة إلى عَتِيك - تحتاني نسبة إلى تحت - فوقاني نسبة إلى فوق - تَهامٍ نسبة إلى تهامة - قُرَشي نسبة إلى قريش | - ثَقَفي نسبة إلى قبيلة ثَقِيف - لحياني (عظيم اللحية) نسبة إلى اللحية - جَلولي نسبة إلى جَلولاء (في فارس) - مَروَزي نسبة إلى مرو الشاهجان (في فارس) - جواني نسبة إلى جو - مروَروذي نسبة إلى مرو الروذ (في فارس) - حَروري نسبة إلى حروراء | - هُذلي نسبة إلى قبية هُذَيل - دُهري نسبة إلى الدهر - وحداني نسبة إلى الوحدة - رازي نسبة إلى الريّ (في فارس) - يمانٍ نسبة إلى اليمن - رَقباني (عظيم الرقبة) نسبة إلى الرقبة - روحاني نسبة إلى الروح |

وقد يتبعون في أكثر هذه الكلمات القواعد المتقدمة وهو الأحكم. ولا يجوز بحال أن يقاس على هذه الشواذ وإنما تتبع في أَمثالها القواعد المقررة.

## الاستغناء عن النسب
وقع أن استغنوا عن ياء النسب بصوغ الاسم المراد النسبة إليه على أحد الأوزان الآتية للدلالة على شيء من معنى النسبة:
1. فاعل للدلالة على معنى صاحب شيء مثل تامر وطاعم ولابسٍ وكاسٍ بمعنى ذي تمر وذي طعام وذي لبن وذي كسوة بدل أن يقولوا تمري وطعامي ولبني وكسوي.
2. فعّال، للدلالة على ذي حرفةٍ ما مثل نجار وحداد وخياط وعطار وبزاز إلخ، ومثل ما أنا ظلام (لا ينسب إليَّ ظلم) أو أي شيء ما وهو أبعد ما يكون عن المبالغة التي تفيدها الصيغة.
3. فَعِل، بمعنى صاحب شيء مثل، طَعِم، لَبِس، لَبِن، نَهِر.
4. مِفعال، بمعنى صاحب شيء مثل مِعطار بمعنى صاحب عطر.
5. مفعيل، بمعنى صاحب شيء مثل مِحضِير بمعنى صاحب حُضر (سرعة جري).[5]

وعليه لا يجوز نسبة المهن، والحِرَف، والصفات؛ فلا يُقال (هذا رجل بقَّالي) بل (بَقَّال)، ولا يُقال (صفحة رئيسية)، بل (صفحة رئيسة).